# Romeroa
Romeroa es un género monotípico de pequeños árboles perteneciente a la familia de las bignoniáceas. Su única especie, Romeroa verticillata, es originaria de  Colombia donde se encuentra en las selvas frondosas.

## Descripción
Es un árbol ramoso con peciolo morado y dilatado en la base y el ápice. La corola, los ovarios, discos, estilos y estigmas son amarillos. El eje de la inflorescencia y sus pedúnculos son verde - morados. El fruto es verde morado. El cáliz es amarillo - morado.

## Taxonomía
Romeroa verticillata fue descrita por Armando Dugand  y publicado en Mutisia 8: 2. 1952.